# تاسيا تيليس
تاسيا تيليس (بالإنجليزية: Tasya Teles)‏ (من مواليد 1 فبراير 1985 في تورونتو، كندا) هي ممثلة كندية و معروفة بدورها كـ مؤدية صوت في ذا سي دبليو المئة. 

## وصلات خارجية
- تاسيا تيليس على موقع IMDb (الإنجليزية)
- تاسيا تيليس على موقع ألو سيني (الفرنسية)
- تاسيا تيليس على موقع قاعدة بيانات الفيلم (الإنجليزية)